# 民間宇宙団体

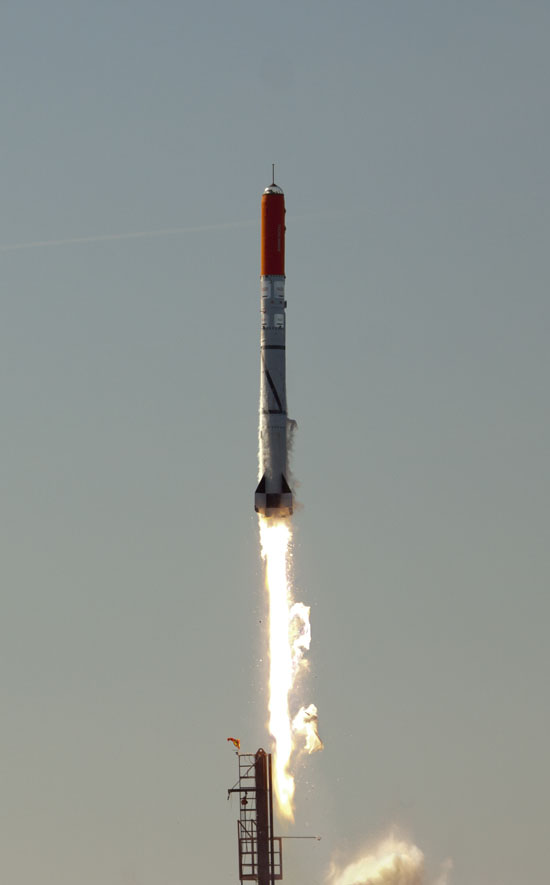
2011年6月に打ち上げられたHeat 1X ティコ・ブラーエ

民間宇宙団体とは民間の資金で運営される宇宙開発関連の活動に従事する団体である。

## 概要
1920年代から1930年代にかけてドイツの宇宙旅行協会やソビエトの反動推進研究グループ、アメリカのアメリカ惑星協会等、あたかも申し合わせたかのように各国で宇宙関連の団体の設立が相次いだこれらの背景には、これまで絵空事であると考えられてきたジュール・ヴェルヌの月世界旅行のようなサイエンス・フィクションが第一次世界大戦を契機とした科学技術の急速な発展やコンスタンチン・ツィオルコフスキーやヘルマン・オーベルト達の理論面での研究により現実味を帯びてきた事が一因として挙げられる。各国の会員達は宇宙開発の黎明期には開発を担い、やがて設立された各国の宇宙開発機関の人材供給源にもなった。また、冷戦終結後、緊張緩和と技術革新により宇宙開発への参加のハードルが下がり、各国で民間宇宙団体の設立が相次ぐ。
それらの各国の団体は設立当初はサイエンスフィクション畑の人達と実務派の人達が入り混じって活動していたが、徐々に活動の主体は実用的なロケット開発に傾倒していくことになり、第二次世界大戦後には宇宙開発競争で主要な役割を担うようになる者達も少なからずいた。
その後、世界各地で類似の団体が設立され、現在では単なる愛好家団体の範疇に留まらず、各国の宇宙開発機関と連携して人工衛星やGoogle Lunar X Prizeに参加する探査機を開発したり、コペンハーゲン・サブオービタルズやARCA スペース・コーポレーションのように民間宇宙開発の一翼を担う団体もある。
大半の民間宇宙団体は予算の都合上、小規模な活動や理論面での活動が主体ではあるものの、活動領域は多岐にわたり、一部は既存の宇宙開発機関とは異なるアプローチで独自の打ち上げ機を開発するなど本格的な宇宙開発にも取り組む。
2000年代以降はストラトローンチ・システムズのような営利目的の民間企業も設立されている。

## 沿革
- 1927年 - ドイツで宇宙旅行協会が設立された。
- 1930年4月4日 - アメリカ航空宇宙学会の前身団体の一つであるアメリカロケット協会の前身団体であるアメリカ惑星協会(American Interplanetary Society)が設立され、デビッド・ラッセル（David Lasser）が初代会長に就任した[2]。
- 1931年 - モスクワで反動推進研究グループが設立された。
- 1933年 - イギリスで現在も活動を続ける最古の民間宇宙団体である英国惑星間協会が設立された。
- 1956年 - 日本で日本ロケット協会が設立された。
- 1961年 - レバノンでレバノンロケット協会が設立された。
- 1963年 - アメリカ合衆国でアメリカロケット協会と航空宇宙科学学会が合併してアメリカ航空宇宙学会が設立された。
- 1980年 - アメリカ合衆国で惑星協会が設立された。
- 1999年 - ルーマニアでARCA スペース・コーポレーションが設立された。
- 2003年 - 日本でなつのロケット団が設立された。
- 2004年 - アメリカ合衆国でGoFastがブラックロック砂漠でカーマンラインを超える高度115kmに到達した。
- 2008年 - デンマークでコペンハーゲン・サブオービタルズが設立された。